# إرمينيو ألمندروس
إرمينيو ألمندروس إبانييث (بالإسبانية: Herminio Almendros Ibáñez، ولد في 9 أكتوبر 1898، المنسى، البسيط، إسبانيا - توفي في 12 أكتوبر 1974، هافانا، كوبا) كاتب ومؤلف إسباني. هاجر إلى كوبا بعد الحرب الأهلية الإسبانية وألَّف العديد من الكتب والأعمال.